# Naoto Tobe
Naoto Tobe (ur. 31 marca 1992) – japoński lekkoatleta, skoczek wzwyż.

## Osiągnięcia
| Rok  | Impreza                     | Miejsce   | Pozycja           | Wynik |
| ---- | --------------------------- | --------- | ----------------- | ----- |
| 2008 | Mistrzostwa świata juniorów | Bydgoszcz | 10. miejsce       | 2,08  |
| 2009 | Igrzyska Azji Wschodniej    | Hongkong  | 4. miejsce        | 2,14  |
| 2010 | Mistrzostwa świata juniorów | Moncton   | 3. miejsce        | 2,21  |
| 2011 | Mistrzostwa Azji            | Kobe      | 5. miejsce        | 2,21  |
| 2011 | Uniwersjada                 | Shenzhen  | el. – 26. miejsce | 2,00  |
| 2014 | Igrzyska azjatyckie         | Incheon   | 5. miejsce        | 2,25  |
| 2015 | Mistrzostwa świata          | Pekin     | el. – 25. miejsce | 2,26  |
| 2019 | Mistrzostwa świata          | Doha      | el. – 14. miejsce | 2,26  |
| 2022 | Halowe mistrzostwa świata   | Belgrad   | 12. miejsce       | 2,15  |

Wielokrotny złoty medalista mistrzostw Japonii w kategorii juniorów. Mistrz kraju seniorów (2011).

## Rekordy życiowe
- Skok wzwyż (stadion) – 2,32 (2018)
- Skok wzwyż (hala) – 2,35 (2019) rekord Japonii